# Cenwulf (évêque de Winchester)
Pour les articles homonymes, voir Cenwulf.
Cenwulf est un prélat anglais de la fin du Xe siècle et du début du XIe siècle.
Abbé de Peterborough, il est sacré évêque de Winchester en 1006 et meurt la même année.